# 周玲妏
周玲妏（1967年12月16日—），民主進步黨籍高雄市政治人物，曾任高雄市議員、高雄市觀光局長。
2018年高雄市第八選區市議員選舉，周玲妏以第七名成為落選頭。
落選後周玲妏於2019年7月出任華航子公司華旅網際旅行社董事長。2020年4月時，因為華旅營運狀況不佳請辭但受慰留，於該年6月正式請辭，華旅亦於該年8月份歇業。
2020年高雄市市長補選之後，於2020年8月24日加入高雄市政府小內閣擔任觀光局局長。2022年12月，隨高雄市政府小內閣改組，由觀光局長轉任高雄市工商發展投資策進會總幹事。

## 高雄市第八選舉區（前金區、新興區、苓雅區）
- 應選出名額：6席 ，含婦女保障名額：1席
- 選舉人數：208,349
- 投票數（投票率）：153,722（73.78%）
- 有效票（比率）：150,237（97.73%），無效票（比率）：3,485（2.27%）

| 號次 | 候選人 | 性別 | 政黨         | 得票數 | 得票率 | 當選標記 |
| ---- | ------ | ---- | ------------ | ------ | ------ | -------- |
| 1    | 黃紹庭 | 男   | 中國國民黨   | 25,635 | 17.06% |          |
| 2    | 陳若翠 | 女   | 中國國民黨   | 18,690 | 12.44% |          |
| 3    | 蔡鴻瑋 | 男   | 台灣團結聯盟 | 13,141 | 8.75%  |          |
| 4    | 許崑源 | 男   | 中國國民黨   | 21,433 | 14.27% |          |
| 5    | 郭建盟 | 男   | 民主進步黨   | 19,655 | 13.08% |          |
| 6    | 周玲妏 | 女   | 民主進步黨   | 14,213 | 9.46%  |          |
| 7    | 黃文益 | 男   | 民主進步黨   | 21,675 | 14.43% |          |
| 8    | 陳銘瑞 | 男   | 無黨籍       | 502    | 0.33%  |          |
| 9    | 吳益政 | 男   | 親民黨       | 15,293 | 10.18% |          |